# Pyrrhia depurpurata
Pyrrhia depurpurata là một loài bướm đêm trong họ Noctuidae.